# Hugmo
株式会社hugmo（ハグモー、英: hugmo Co., Ltd.）は、ソフトバンクグループのSBイノベンチャーのかつて存在した子会社。ソフトバンクが2011年から実施している新規事業提案制度「ソフトバンクイノベンチャー」で提案された新規事業を手がける社内ベンチャーであった。社名は「育くむ」を語源としている。
2021年12月1日、清算結了により登記記録が閉鎖されている。

## 概要
創業者・湯浅重数が、自身の子供の保育園入園申請で8箇所落ちた結果、妻が仕事をやめて育児に携わざるを得なかったことをきっかけに、アナログ中心の保育現場をICT化することを考え、新規事業提案制度を通じて事業化に至った経緯を持つ。
保育業界へのICT導入を通じた保育者（保育所、幼稚園）の業務負担軽減に取り組んでおり、保育者および保護者がスマートフォンやパソコンで利用できる保育クラウドサービス「hugmo（ハグモー）」を提供している。主な機能として園児の活動内容や健康状態、保育所からのお知らせを保護者に写真付きで連絡できるコミュニケーションツール「hugnote（ハグノート）」、保育者がアップロードした写真を購入できる「hugphoto（ハグフォト）」、保育関連用品のECサイト「hugselection（ハグセレクション）」、保護者が送迎バスの位置や道路の混雑状況を地図上で確認できる「huglocation（ハグロケーション）」、こどもの健康管理ができるIoTサービス「hugsafety（ハグセフティ）」を提供している。また、hugmoはICT補助金（文部科学省による幼稚園向けICT補助金、東京都による2018年度からの「保育所等ICT化推進事業」の補助金等）に対応しており、補助金を活用し保育者へ業務端末の提供も行っている。
2020年4月からは、全国の幼保園などと家庭との円滑なコミュニケーションを実現すること、幼保園などの業務の効率化を行うことを目的に、学研教育みらいの4万施設の販売ネットワークを通じた「hugmo」の幼保園などへの提供を行っている。
2021年6月1日付で学研教育みらいが「hugmo」事業を譲受。その後、同年12月1日に清算結了により株式会社hugmoの登記記録は閉鎖された。

## 沿革
- 2016年（平成28年）
  - 11月1日 - 株式会社hugmo設立[7]。
  - 12月14日 - 1,000以上の幼稚園、保育園で体育指導を手がけるジャクパでhugmoが導入される[8]。
- 2017年（平成29年）
  - 3月30日 - 子育て支援事業大手のJPホールディングスでhugmoが導入される[9]。
  - 6月14日 - 保育用品マーケットプレース「hugselection」に出品する事業者の募集を開始[10]。
  - 6月14日 - バス位置情報サービス「huglocation」の提供を開始[11]。
  - 11月27日 - 資生堂とJPホールディングスの合弁会社KODOMOLOGYの受託運営施設に「hugmo」のICTが導入される[12]。
- 2018年（平成30年）
  - 5月11日 - 昼寝中の園児の異常を検知するセンサー「hugsafety（ハグセーフティ）」を、日本保育サービスと共同開発[13]。
  - 7月12日 - 託児機能付きオフィスを展開するママスクエアと業務提携[14]。
  - 8月15日 - ソフトバンクと加賀電子を引受先とする第三者割当増資を実施[15]。
  - 8月24日 -「hugmo」が第12回キッズデザイン賞の「子どもたちを産み育てやすいデザイン部門」で「キッズデザイン賞」を受賞[16]。
  - 9月19日 - IoTを活用した見守りサービス「hugsafety」を提供開始[17]。
  - 10月18日 - 保育園や幼稚園などで撮影した写真をクラウドで共有できる「hugphoto」アプリの提供を開始[18]。
- 2019年（平成31年/令和元年）
  - 1月16日 - シダックス大新東ヒューマンサービスと協業し、放課後児童クラブと保護者のコミュニケーションをITにより強化[19]。
  - 3月29日 - テノ．グループが乳幼児突然死症候群（SIDS）対策強化のためIoTを活用した見守りサービス「hugsafety」を導入[20]。
  - 5月28日 -「hugsafety」が「BabyTech Award Japan 2019」の「安全対策部門」の最優秀賞である大賞を受賞[21]。
  - 5月31日 - アートチャイルドケアが、こども施設業務サポートサービス「コドモン」を通して、hugmoの昼寝見守りサービスを認可保育所に導入[22]。
  - 10月8日 -「スマート検温サービス」を提供開始[23]。
- 2020年（令和2年）
  - 4月15日 - 学研教育みらいと幼保園の業務をICTの側面から協業で支援[24]。
  - 8月27日 - 学研のオリジナルコンテンツを、「hugmo」を導入している幼稚園や保育園などに通う園児の保護者向けに配信[25]。
  - 10月15日 -「hugnote」の新機能として、日誌や指導案の作成を支援する機能と延長保育料の請求書などを簡単に作成できる機能を提供[26]。
  - 11月16日 -「午睡見守りサービス」が「BTAJ2020」の安全対策と見守り部門で大賞を2年連続で受賞[27]。
- 2021年（令和3年）
  - 6月1日  - 学研教育みらいが「hugmo」事業を譲受[6]。
  - 12月1日 - 株式会社hugmoの登記記録の閉鎖等（清算の結了等）[2]。